# Eurycotis dimidiata
Eurycotis dimidiata är en kackerlacksart som först beskrevs av Bolívar 1888.  Eurycotis dimidiata ingår i släktet Eurycotis och familjen storkackerlackor.
Artens utbredningsområde är Kuba. Inga underarter finns listade i Catalogue of Life.